# جاستن كريستيان
جاستن كريستيان (بالإنجليزية: Justin Christian)‏ هو لاعب كرة قاعدة أمريكي، ولد في 3 أبريل 1980 في لنكن في الولايات المتحدة.

## وصلات خارجية
- جاستن كريستيان على موقع دوري كرة القاعدة الرئيسي (الإنجليزية)
- جاستن كريستيان على موقعبيزبول رفرنس.كوم (الدوري الرئيسي) (الإنجليزية)
- جاستن كريستيان على موقعبيزبول رفرنس.كوم (الدوري الثانوي) (الإنجليزية)
- جاستن كريستيان على موقع إي إس بي إن.كوم (أم.أل.بي) (الإنجليزية)
- جاستن كريستيان على موقع مشجعي الرسوم البيانية (الإنجليزية)